# Distretto di Yongning
Il distretto di Yongning (邕宁区S, Yōngníng QūP) è un distretto della Cina, situato nella regione autonoma di Guangxi e amministrato dalla prefettura di Nanning.